# Борис Шпрем
Борис Шпрем (Копривнички Бреги, 14. април 1956 — Хјустон, 30. септембар 2012) био је хрватски политичар и правник. Био је председник Хрватског сабора у седмом сазиву и умро је на дужности након дуге и исцрпљујуће борбе с болести.

## Биографија
Дипломирао је на Правном факултету у Загребу. Као саветник и именовани званичник радио је у Хрватском сабору од 1980. до 1993.. Након тога провео је десет годинa у Хрватском аутоклубу, где је био заменик генералног секретара, а од 2000. до 2003. и генерални секретар. 2003. иманован је за шефа Кабинета за законодавство Владе Републике Хрватске. У управу осигуравајуће куће Аурум одлази 2004. и ту остаје две године.
Председник Републике Хрватске Стјепан Месић именовао је Шпрема за шефа кабинета на почетку другог мандата. На овој фукнцији Шпрем је остао до парламентарних избора 2007.. На тим парламентарним изворима изабран је за посланика у Хрватском сабору. У овом мандату био је председник одбора за одбрану и члан одбора за Устав, Пословник и политички систем, одбора за законодавство и одбора за правосуђе. Након локалних избора 2009. изабран је у градску скупштину Града Загреба где је изабран за председника скупштине.
На седмим парламентарним изборима 2011. други пут је изабран у Сабор. На конститутивној седници 22. децембар 2011. изабран је за Председника Хрватског сабора на предлог Кукурику коалиције.
Био је ожењен Јасенком с којом је имао сина Дамјана.
Председник Републике Хрватске Иво Јосиповић посмртно га је одликовао Великим редом краљице Јелене с лентом и Даницом за посебан и изузетан допринос изградњи Републике Хрватске те за допринос њеном међународном угледу и положају.